# Manjarín (Santa Colomba de Somoza)
Manjarín es un despoblado español del municipio de Santa Colomba de Somoza, en la provincia de León, comunidad autónoma de Castilla y León.

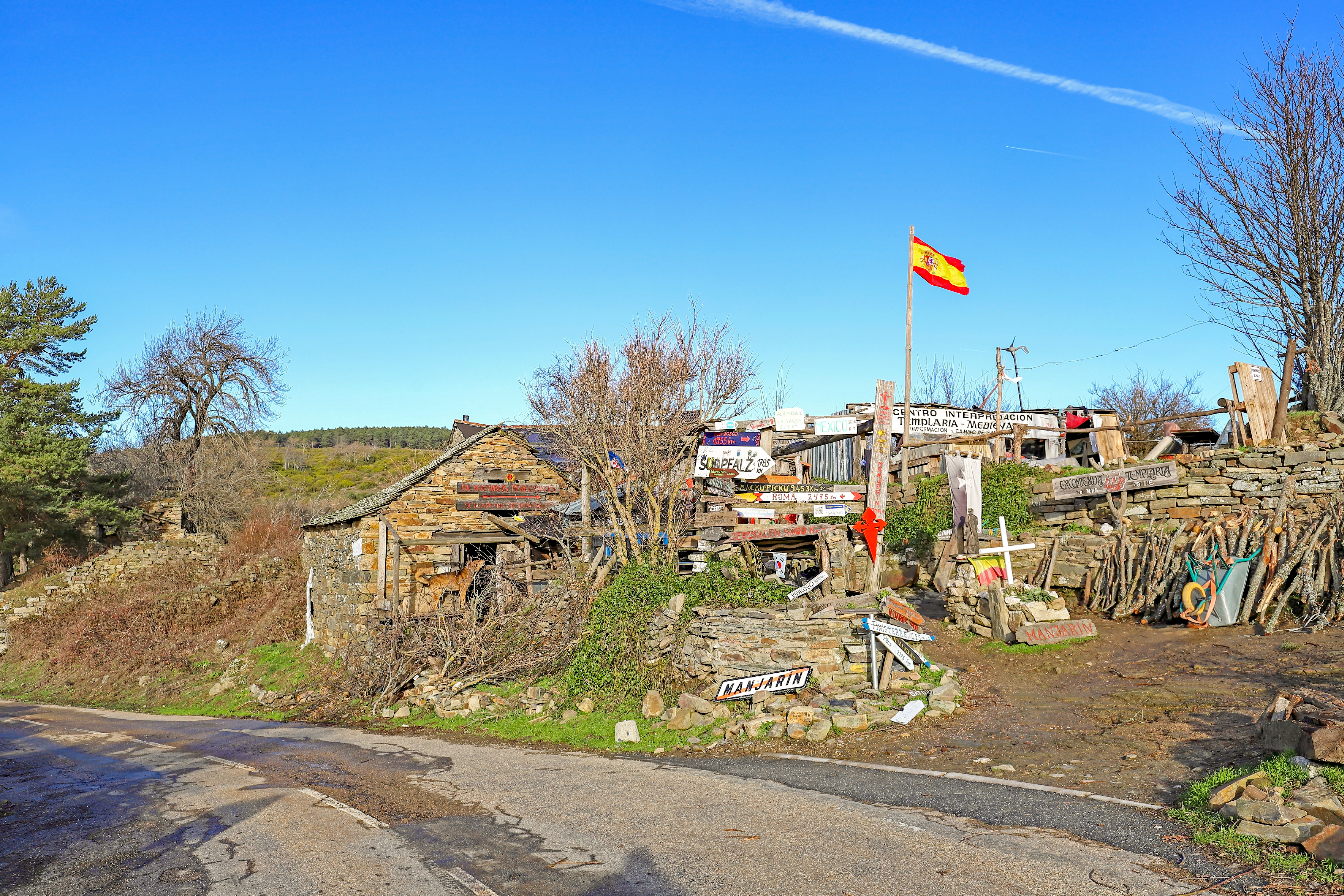
Refugio de peregrinos

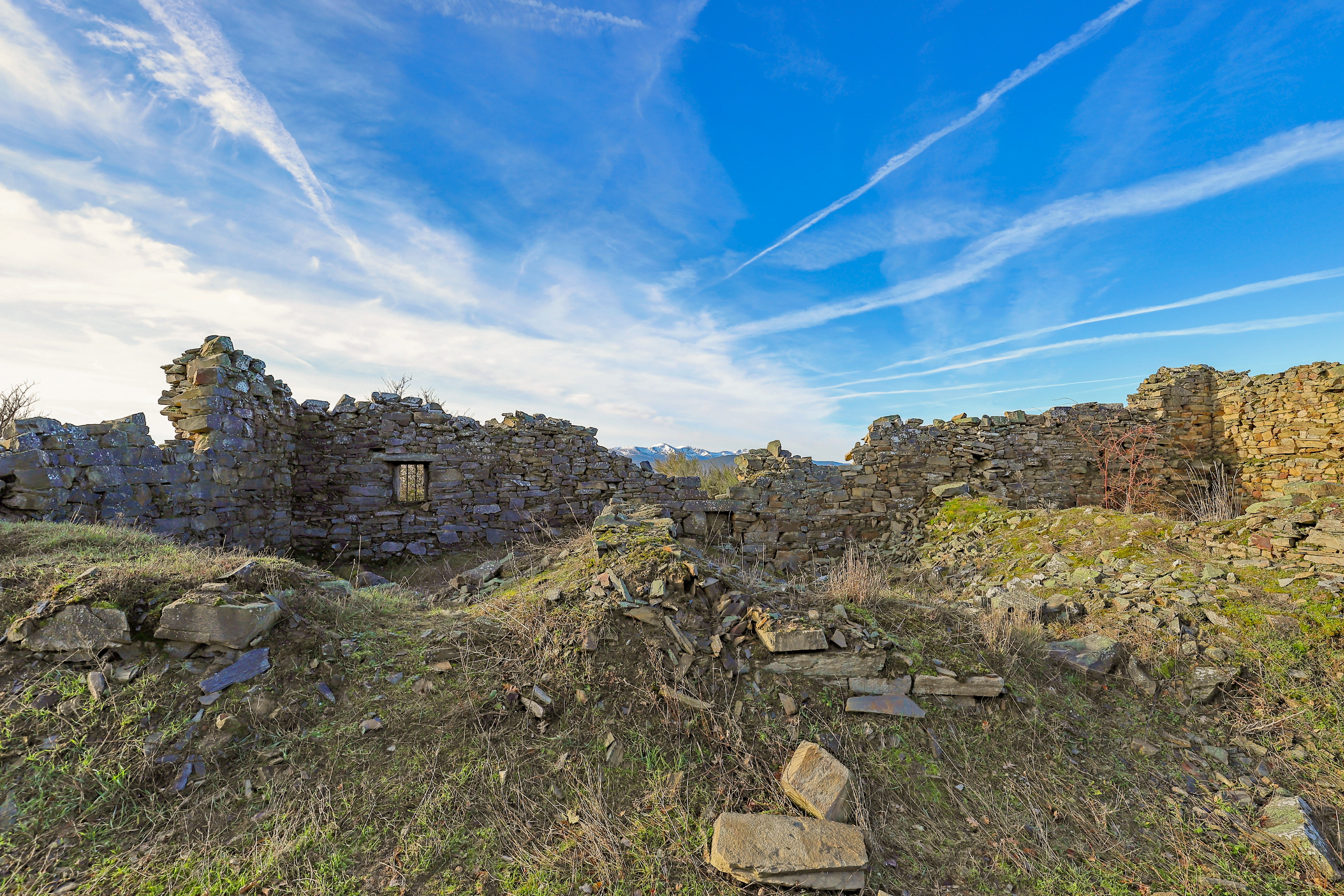
Casas abandonadas

## Localización
Situado junto al monte Irago, sus aguas pertenecen a la cuenca hidrográfica del Sil, aunque administrativamente pertenezca a la Somoza.

## Historia
Hay resto de actividad minera atribuida a los romanos.[cita requerida] Nace, probablemente, en el siglo XI al construir el ermitaño y monje Gaucelmo (constructor de la alberguería de Foncebadón) una alberguería para peregrinos, aunque su origen pueda ser anterior y estar ligado a la repoblación del Conde Gatón en el siglo IX. Sea como fuere su historia quedó ligada desde ese momento al Camino de Santiago.
La economía se sustentó durante siglos en la actividad ganadera, los beneficios del comercio debidos al Camino y una agricultura de subsistencia.
A mediados del siglo XX, como muchos otros pueblos de montaña, quedó totalmente despoblado, hasta que el 27 de junio de 1993, Tomás Martínez de Paz, al que posteriormente se le sumó otra persona, retomaron la labor de hospitaleros del Camino de Santiago Francés. El refugio cerró en 2022.